# NGC 7162
NGC 7162 is een spiraalvormig sterrenstelsel in het sterrenbeeld Kraanvogel. Het hemelobject werd op 5 september 1834 ontdekt door de Britse astronoom John Herschel.

## Synoniemen
- ESO 288-26
- MCG -7-45-3
- AM 2156-433
- IRAS 21565-4332
- PGC 67795